# Tenshin Shōden Katori Shintō-ryū

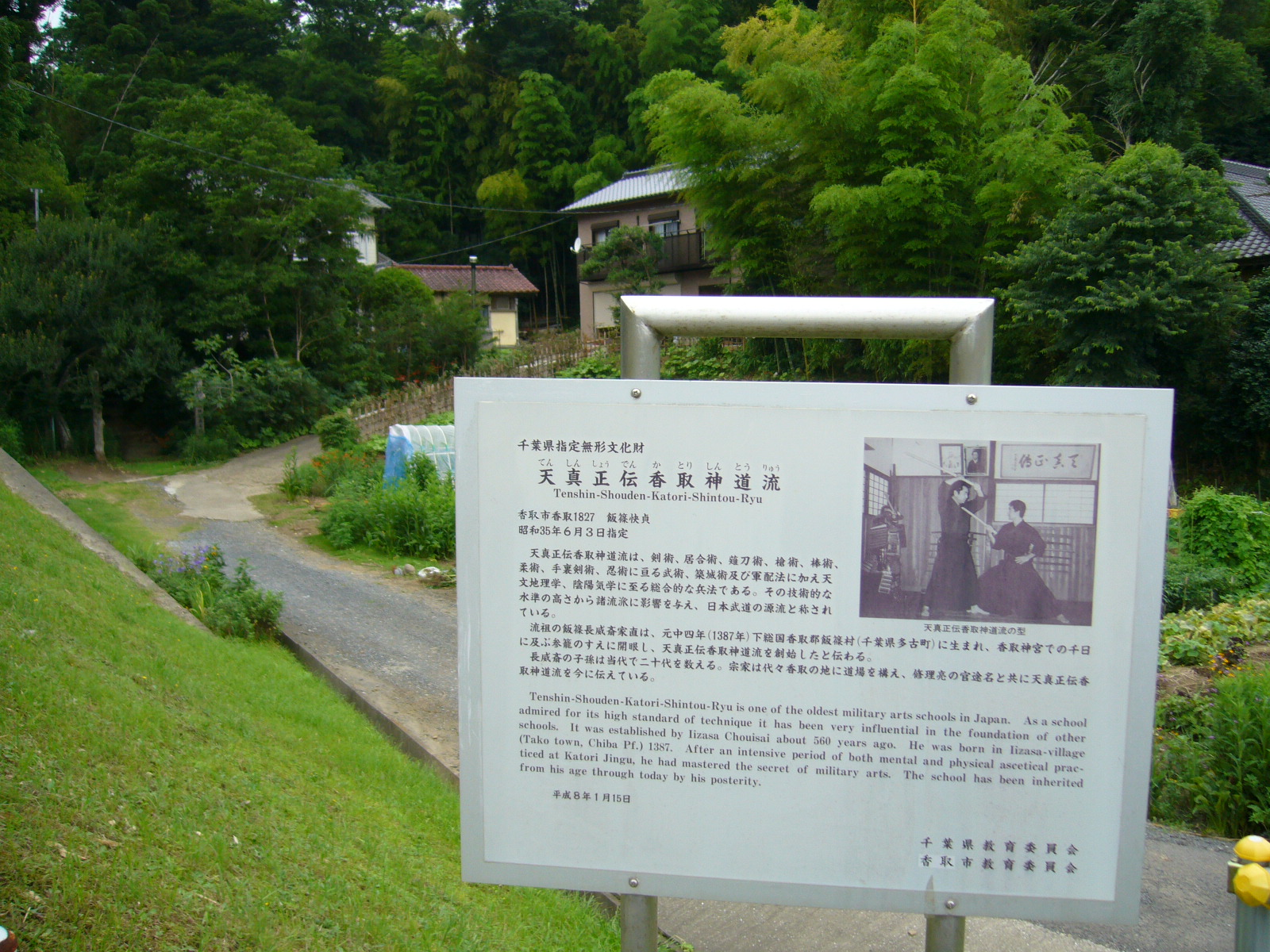
Panneau devant le dojo du Tenshin Shoden Katori Shintō ryū à Katori.

 (août 2018).
Si vous disposez d'ouvrages ou d'articles de référence ou si vous connaissez des sites web de qualité traitant du thème abordé ici, merci de compléter l'article en donnant les références utiles à sa vérifiabilité et en les liant à la section « Notes et références ».
Tenshin Shōden Katori Shintō-ryū (天真正伝香取神道流) est l'une des plus anciennes écoles d'arts martiaux japonais ou Koryū (古流) Bujutsu (武術). Elle fut fondée par le duc Iizasa Ienao en 1447, lors de sa retraite au temple de Katori-jingū situé à Katori, qui était consacré à Futsunushi no Mikoto (経津主之命), une divinité tutélaire des arts martiaux.

## Histoire
Iizasa Ienao (飯篠 長威斎 家直, Iizasa Chōi-sai Ienao, c.1387-c.1488) était un homme d'armes respecté qui fut encouragé par son daimyō à abandonner son ménage pour l'étude des arts martiaux par isolement et rites shintoïstes de purification. La légende veut, qu'à l'âge de soixante ans, il passa mille jours au temple de Katori pratiquant les arts martiaux jour et nuit, jusqu'à ce que le kami du temple, Futsunushi no Mikoto lui apparut en rêve pour lui transmettre ses secrets de stratégie martiale dans un rouleau nommé Mokuroku Heiho no Shinsho. Ienao mourut en 1488, il avait 101 ans.
Otake-senseï[Qui ?] porte un jugement sévère sur les anciens samouraïs qui ayant un tempérament agressif et suivant l'instinct des féodaux les poussant à agrandir leur territoire, étaient amenés à combattre et à tuer, parfois pour pas grand chose[citation nécessaire]. À l'inverse, le fondateur, Iizasa Ienao, se fit porteur d'un message de paix et d'accomplissement martial à la fois. Son école ne fit pour ainsi dire jamais de compromis sur ses enseignements depuis la fondation, et resta indépendante des pouvoirs politiques. Plus de vingt générations de sōke se succédèrent ainsi au fil des siècles.
D'autres grands noms des budō modernes y sont également associés, tels qu'Ueshiba Morihei, fondateur de l'aikidō, le Capitaine Donn F. Draeger (qui contribua pour beaucoup à la réputation internationale du style Katori), ainsi que l'acteur Mifune Toshirō.

## Enseignement
L'enseignement de cette école s'articule autour de la pratique d'armes sous la forme de katas mais aussi de stratégie et de logistique militaire. On peut citer :
- kenjutsu : techniques du sabre (4 katas de base Omote no Tachi, 5 avancés Gōgyo no Tachi et trois katas improprement appelés secrets, Gokui Shichijo, très rarement démontrés en public ;
- iaijutsu : techniques de la coupe en tirant le sabre du fourreau (6 katas à genou Suwari iaï ou Iaï goshi, 5 katas debout Tachi iaï Battōjutsu et 5 katas avancés, Gokui no iaï) ;
- ryōtōjutsu : techniques des deux sabres (4 katas) ;
- kodachijutsu : techniques du petit sabre (3 katas Gokui no Kodachi) ;
- bojutsu : techniques du bâton (6 katas de base Omote no Bō et 6 katas avancés Gōgyo no Bō) ;
- naginatajutsu : techniques de la hallebarde (4 katas de base Omote no Naginata) ;
- sojutsu : techniques de la longue pique (6 katas Omote no Yari) ;
- shurikenjutsu : techniques du lancer de pointes[1] (7 katas de base Omote no Shuriken) ;
- senjutsu : techniques de stratégie ;
- shikujojutsu : techniques de construction de fortifications ;
- ninjutsu : techniques d'espionnage ;
- jujutsu : techniques à mains nues (36 katas).

En plus des enseignements de base (kamae et kata), certains bujutsu de l'école Katori comportent des katas, dénommés gogyo et gokui, destinés aux pratiquants expérimentés ou yudansha. Ces techniques sont parfois appelées exagérément secrètes par l'exigence en maîtrise et investissement personnel dans la discipline mais aussi parce qu'elles sont connues et maîtrisées par un très petit nombre de pratiquants. Ainsi elles permettent de travailler certaines notions telles que le nebari (traduit par « persévérance », « adhérence ») qui consiste à garder le contact avec l'arme du partenaire à chaque instant ou encore le maai (間合い) (traduit par « distance », « intervalle ») qui réfère à l'espace entre les deux pratiquants, suffisant pour attaquer sans être atteint[réf. nécessaire].
D'autres notions, propres aux arts martiaux et plus particulièrement aux disciplines traditionnelles (budō), sont enseignées à tous les pratiquants. Elles constituent les bases de la pratique martiale. Nous pouvons citer le shisei (史成) (traduit par « attitude », « position du corps »), le kime (決め) (traduit par « concentration de l'énergie »), le zanshin (残心) (traduit par « vigilance »), le kiai (気合) (traduit par « concentration de l'esprit », « souffle »).

## Particularités par rapport aux autres écoles d'armes
- On retrouve particulièrement l'esprit martial dans le Katori shintō ryū par la durée d'exécution des katas de kenjutsu qui est en général plus longue que dans les autres écoles d'armes ceci afin de privilégier l'endurance, nécessaire durant les campagnes militaires.
- Le bōjutsu, quant à lui, se distingue par la forme, la prise et le maniement du bō par rapport aux autres kobudos :
  - alors que le karate d'Okinawa repose sur la saisie d'une arme lourde et épaisse à chaque tiers et des attaques par moulinets, le pratiquant de Katori shintō ryū tient un bâton de 180 cm de long et 2,5 cm de diamètre à approximativement un poing de l'extrémité et coulissera l'arme en arrière avant de frapper en arc de cercle avec la partie la plus longue ;
  - dans certaines formes de l'école, les attaques d'estoc (piquées, ou encore tsuki (突き) en japonais) sont semblables à celles pratiquées avec une yari, c'est-à-dire avec l'arme remontée au niveau de l'aisselle ;

- l'école Tenshin Shoden Katori shintō ryū, avec le concours de Risuke Otake sensei, a été reconnue « patrimoine culturel immatériel » par le Ministère de la Culture japonais en avril 1960. C'est la seule école d'arts martiaux à ce jour portant cette distinction[2] ;

- l’école Tenshin Shoden Katori shintō ryū, représentée par Otake Risuke, garde les anciens principes propres aux koryū. Tout élève souhaitant rejoindre l’école doit, au préalable, signer de son sang, un serment de respect et d’allégeance aux principes de l’école, le Keppan. Cette règle, est tenue en grande considération par Otake sensei, qui souhaite en premier lieu s'assurer que les groupes qui pratiquent le ryū à travers le monde, sous son autorité, pratiquent tous le même Katori, dans la forme et dans l'esprit, ceci afin de préserver et transmettre une tradition vieille de plusieurs siècles comme les anciens ont pu le faire jusqu'à nos jours. Cependant, les différentes variantes de l'école dans le monde et au Japon, représentées en France principalement par l’Aikibudo, ne requièrent pas le Keppan et utilisent le système moderne de « dan » en lieu et place de l’ancien système de graduation « menkyo » encore en vigueur au dojo d’Otake Risuke ;

- les katas de Suwari Iaï de l'école Katori commencent tous à partir d'une position semi-accroupie avec le genou gauche au sol appelée Iai Goshi alors que certaines autres écoles de iaïjutsu (e.g. Muso Jikiden Eishin ryū) peuvent démarrer à partir de la position à genou, Seiza.

## Personnalités influentes contemporaines
- Yasusada Iizasa (飯篠 修理亮 快貞, Iizasa Shūri-no-suke Yasusada), 20e soke (héritier de Iizasa Choisai Ienao), ce dernier ne pratique pas et joue un rôle essentiellement représentatif.
- Yoshio Sugino (1904-1998), 10e dan. Kinijiro Iizasa (19e soke) l'autorisa à enseigner le Katori shintō ryū[réf. nécessaire], en 1940. Son fils, Yukihiro Sugino, enseigne à son tour, indépendamment, au Yuishinkan Sugino Dojo à Kawasaki (Kanawaga).
- Minoru Mochizuki (1907-2003), 8e dan Katori shintō ryū. À l'origine du style Yoseikan, du nom de son dojo à Shizuoka, préfecture de Shizuoka.
- Goro Hatakeyama (1928-2009), 9e dan, menkyo kaiden et ancien assistant principal de Me Sugino. Il enseignait indépendamment à Yokohama (Kanagawa).
- Risuke Otake (1926-2021), shihan, enseignant principal de l'école Katori à Narita, préfecture de Chiba.

Toutes ces personnes (mis-à-part le soke) ont apporté leurs visions des techniques martiales enseignées dans l'école Katori, relatives à leur personnalité, physique et expérience dans les budos, entraînant de ce fait de nombreuses différences distinguables visuellement au sein de cette même école.